# Landeshauptarchiv Schwerin
Das Landeshauptarchiv Schwerin (LHAS), Graf-Schack-Allee 2, ist eins von zwei Endarchiven der staatlichen Verwaltung von Mecklenburg-Vorpommern. Es ist durch den Umfang seiner Bestände, die Magazinkapazität und die Anzahl der Mitarbeiter zugleich das größte Archiv des Landes. Das Gebäude ist ein Baudenkmal in Schwerin.

## Geschichte
Die Entstehung des Landeshauptarchivs ist eng mit der staatlichen Entwicklung von Mecklenburg verbunden. Bereits im 15. Jahrhundert ist auf der Schweriner Burg ein Urkundenarchiv der mecklenburgischen Herzöge nachweisbar. Im 16. und 17. Jahrhundert entstanden in den Residenzen in Schwerin und Güstrow besondere Kanzleiarchive. Nach der dritten mecklenburgischen Hauptlandesteilung von 1701 wurden beide Archive in Schwerin zusammengelegt und bildeten den Grundstock für das Hauptarchiv. Dieses in der einstigen Hofdornitz des Schweriner Schlosses untergebrachte Archiv wurde nach weiteren Zugängen 1779 mit dem Urkundenarchiv zum Geheimen und Hauptarchiv des Herzogtums (ab 1815 Großherzogtums) Mecklenburg-Schwerin vereinigt.
1835 erfolgte der Umzug in das neue Kollegiengebäude I (heute Staatskanzlei). Danach begann sich das Archiv der Geschichtsforschung zu öffnen. Diese Entwicklung war eng verknüpft mit dem Wirken des Vereins für mecklenburgische Geschichte und Altertumskunde und seines Mitbegründers Georg Christian Friedrich Lisch (1801–1883), der viele Jahre auch dem Archiv vorstand. 1911 wurde das neue Archivgebäude bezogen (siehe unten).
Das Ende des mecklenburgischen Ständestaates 1918 führte 1924 zur Übernahme der Bestände des bis dahin im Rostocker Ständehaus untergebrachten Archivs der mecklenburgischen Landstände. 1935 kam infolge der Vereinigung der Freistaaten Mecklenburg-Schwerin und Mecklenburg-Strelitz das Hauptarchiv Neustrelitz mit seinen Beständen, darunter dem Ratzeburger Zehntregister, hinzu.
Nach dem Zweiten Weltkrieg bildete die Sicherung und Rückführung ausgelagerter Archivbestände eine vordringliche Aufgabe. Daneben wurde in Greifswald eine Außenstelle für die auf dem Gebiet Vorpommerns ausgelagerten Bestände des Staatsarchivs Stettin eingerichtet, aus der sich das Landesarchiv Greifswald entwickelte. Die Auflösung des Landes Mecklenburg und die Bildung der Bezirke Rostock, Schwerin und Neubrandenburg in der DDR hatte ab 1952 umfangreiche Aktenzugänge zur Folge. Von 1965 bis Oktober 1990 führte die Einrichtung den Namen Staatsarchiv Schwerin und war zuständig für den Bezirk Schwerin und den Bezirk Neubrandenburg.

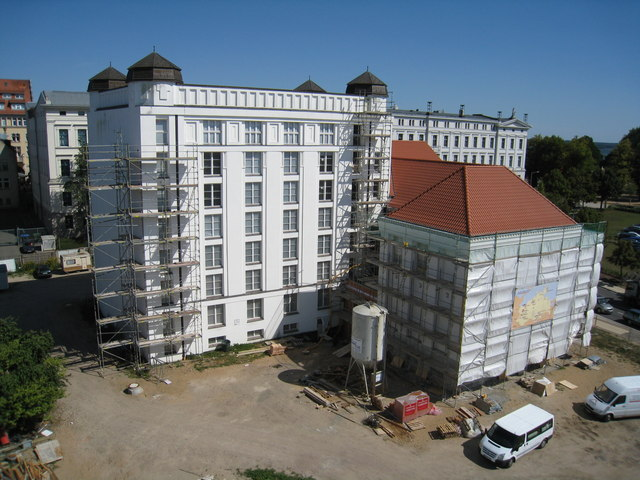
Magazinturm hinter dem Hauptgebäude

Nach dem Wiederentstehen des Landes Mecklenburg-Vorpommern 1990 gelangten zahlreiche Akten der aufgelösten Staats- und Wirtschaftsorgane sowie ehemaliger Parteien und Massenorganisationen in dieses Archiv. Mit dem Archivgesetz des Landes Mecklenburg-Vorpommern vom 7. Juli 1997 erhielt die staatliche Archivverwaltung des Landes seine neue rechtliche Grundlage. Mit Wirkung vom 1. Januar 2006 wurde das Landeshauptarchiv Schwerin in das neu errichtete Landesamt für Kultur und Denkmalpflege eingegliedert und bildet dort zusammen mit dem Landesarchiv Greifswald die Fachabteilung Landesarchiv. Nach mehrjähriger Ausquartierung konnte im Frühjahr 2010 das denkmalgerecht sanierte Hauptgebäude in der Graf-Schack-Allee wieder bezogen werden.
Das Bauwerk ist seit 2024 als Teil des Residenzensembles Schwerin UNESCO-Welterbe.

## Gebäude

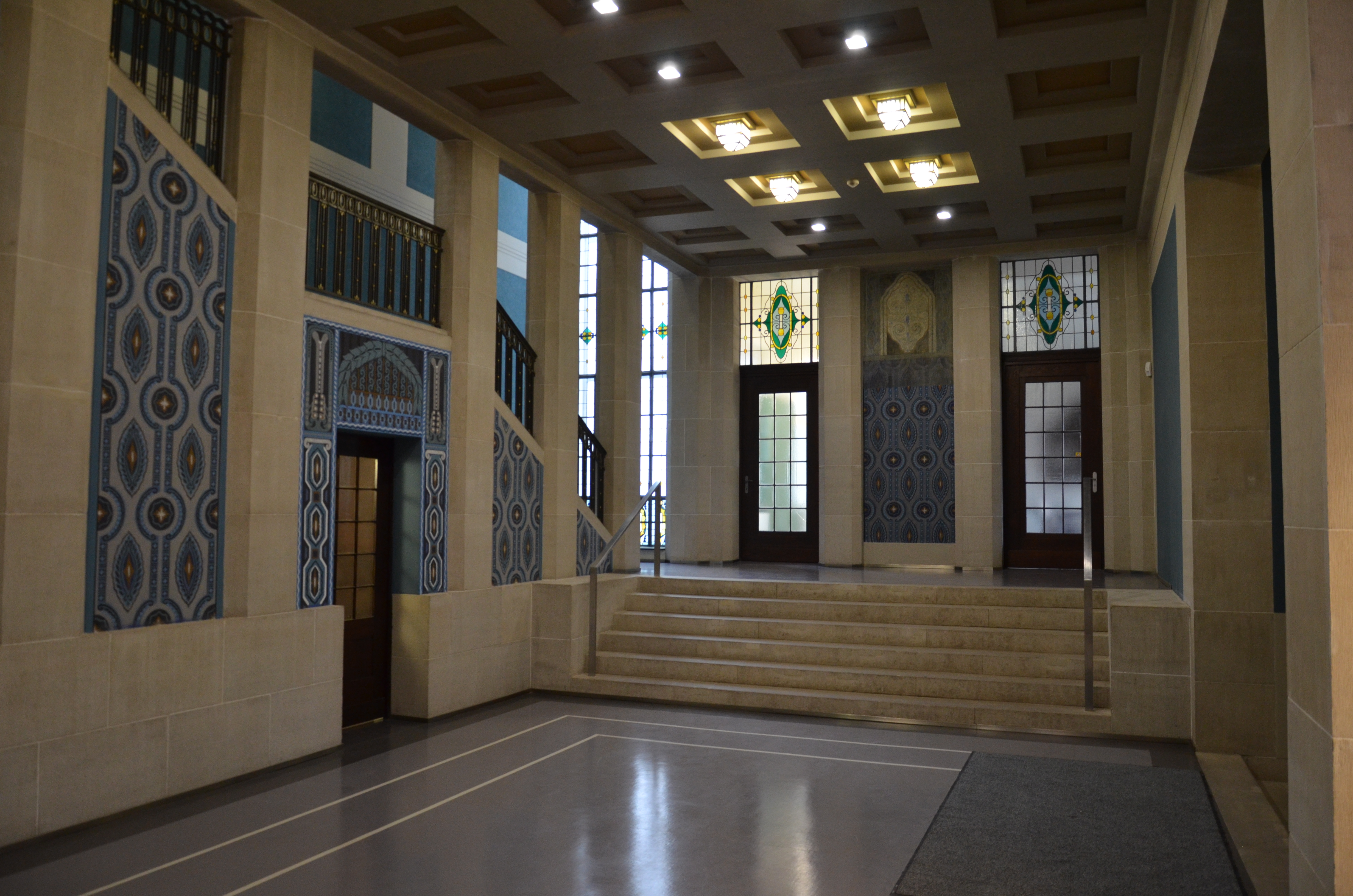
Eingangsbereich im Landeshauptarchiv

Das heutige zweigeschossiges Vorderhaus als Verwaltungstrakt von 1911 mit Walmdach und Mittelrisalit als Eingang entstand am Burgsee nach Plänen von Paul Ehmig als Archivzweckbau. Gestalterisch fand hier eine Abkehr vom Historismus statt. Die Blockstruktur mit vertikaler Gliederung hat keine besondere Ornamentik. Hinter dem Vorderhaus der siebengeschossige Magazinturm mit einer umlaufenden Attika und vier Eckkuppeln. Das Bauwerk wurde durch die Baufirma von Ludwig Clewe durchgeführt.
Das Gebäude wurde von 2007 bis 2010 saniert.

## Leiter/Direktoren und bedeutende Mitarbeiter

### Leiter/Direktoren
- Carl Friedrich Evers, Archivar
- Georg Christian Friedrich Lisch, Leiter ab ca. 1834
- Friedrich Wigger, Leiter (Erster Archivar) 1880–1886
- Hermann Grotefend, Leiter 1887–1921
- Friedrich Stuhr, Mitarbeiter ab 1892, Direktor 1921–1933
- Werner Strecker, Direktor 1934–1953
- Hugo Cordshagen, Direktor 1953–1964
- Franz Höppner, Direktor 1964–1973
- Eberhard Voß, Direktor 1973–1991
- Peter-Joachim Rakow, komm. Leiter 1991–1994
- Andreas Röpcke, Leiter 1994–2011
- Martin Schoebel, Leiter 2012–2023
- René Wiese, Leiter 2025–

### Mitarbeiter
- Wilhelm Gottlieb Beyer, Zweiter Archivar 1863–1880
- Carl August Endler, Staatsarchivrat 1935–1945
- Carl Friedrich Evers, Mitarbeiter
- Hans Witte, Mitarbeiter 1898–1913
- Paul Steinmann, Staatsarchivrat 1921–1945
- Manfred Hamann, Mitarbeiter 1955–1958
- Matthias Manke, Mitarbeiter seit 2000

## Veröffentlichungen

### Schriftenreihen
- Die Bestände des Landeshauptarchivs Schwerin. 3 Bände. 1998–2005.

1. Band: Urkunden- und Aktenbestände 1158–1945. Schwerin, 1998. (Titelnachweis im GVK)
2. Band: Staatliches Archivgut 1945–1990. Schwerin, 2002. (Titelnachweis im GVK)
3. Band: Nichtstaatliches Archivgut und Sammlungen. Schwerin, 2005. (Titelnachweis im GVK)

- Findbücher, Inventare und kleine Schriften des Landeshauptarchivs Schwerin. 16 Bände. 1996–2011 (Nachweis im GVK)

1. Band: Andreas Röpcke [Bearb.]: Findbuch der Mecklenburgischen Ministerialbestände zu Landwirtschaft, Domänen und Forsten 1893–1945. 2 Teile. Schwerin, 1996. (Titelnachweise im GVK: Teil 1, Teil 2)
2. Band: Hans-Heinz Schütt: Das Mecklenburger Fürstenwappen von 1668. Erläuterungen zu Entstehung, Inhalt und Geschichte des Fürstenwappens. Schwerin, 1997. (Titelnachweis im GVK)
3. Band: Kerstin Rahn [Bearb.]: Beziehungen Mecklenburgs zu Staaten und Städten des Ostseeraumes. (Findbuch des Bestandes 2.11-2/I Acta externa. Bd. 1). Schwerin, 1998. (Titelnachweis im GVK)
4. Band: Peter-Joachim Rakow [Bearb.]: Die Bestände des Landeshauptarchivs Schwerin. Bd. 1: Urkunden- und Aktenbestände 1158–1945. Schwerin, 1998. (Titelnachweis im GVK)
5. Band: Johann Peter Wurm [Bearb.]: Beziehungen Mecklenburgs zu Kaiser und Reich, Österreich, Brandenburg und Preußen (1450–1888). (Findbuch des Bestandes 2.11-2/I Acta externa. Bd. 2). Schwerin, 2000. (Titelnachweis im GVK)
6. Band: Hans-Konrad Stein-Stegemann [Bearb.]: Inventar der Mecklenburger Reichskammergerichtsakten. 2 Teile.
  1. Teil: Akteninventar. Schwerin, 2001. (Titelnachweis im GVK)
  2. Teil: Indices. Schwerin, 2001. (Titelnachweis im GVK)
7. Band: Elsbeth Andre, Brigitta Steinbruch, Karl-Heinz Steinbruch [Bearb.]: G. C. Friedrich Lisch (1801–1883). Schweriner Nachlaß und Briefe in auswärtigen Institutionen. (Findbuch zum Bestand 10.9-L/6). Schwerin, 2001. (Titelnachweis im GVK)
8. Band: Klaus Baudis [Bearb.]: Die Bestände des Landeshauptarchivs Schwerin. Bd. 2: Staatliches Archivgut 1945–1990. Schwerin, 2002. (Titelnachweis im GVK)
9. Band: Dirk Schleinert [Bearb.]: Beziehungen Mecklenburgs zu Reichsterritorien und auswärtigen Mächten (15. bis 19. Jahrhundert). (Findbuch des Bestandes 2.11-2/I Acta externa. Bd. 3). Schwerin, 2003. (Titelnachweis im GVK)
10. Band: Dirk Schleinert [Hrsg.]: Das Stammbuch Herzog Philipps II. von Pommern. Schwerin, 2004. (Titelnachweis im GVK)
11. Band: Elsbeth Andre [Bearb.]: Die Bestände des Landeshauptarchivs Schwerin. Bd. 3: Nichtstaatliches Archivgut und Sammlungen. Schwerin, 2005. (Titelnachweis im GVK)
12. Band: Antje Koolman [Bearb.]: Verträge Mecklenburgs mit Reichsterritorien und außerdeutschen Staaten. Regesten zu den Beständen 1.1-12 und 1.1-13. Schwerin, 2005. (Titelnachweis im GVK)
13. Band: Helga Baier-Schröcke; Gerd Baier [Hrsg.], René Wiese [Bearb.]: Die Buchmalerei in der Chronik des Ernst von Kirchberg im Landeshauptarchiv Schwerin. Ein Beitrag zu ihrer kunstgeschichtlichen Erforschung. Schwerin, 2007. (Titelnachweis im GVK)
14. Band: Sigrid Fritzlar [Hrsg.]: Wert und Last des DDR-Schriftgutes in den Archiven. Ergebnisse der Fachtagung des Landeshauptarchivs und des Verbandes der Deutschen Archivarinnen und Archivare am 25. April 2008 in Schwerin. Schwerin, 2008. (Titelnachweis im GVK)
15. Band: Uta Rüchel, Maria Klähn: „...aber wir hatten einen Traum“. Das Neue Forum in Schwerin 1989–1994. Schwerin, 2009. (Titelnachweis im GVK)
16. Band: Andreas Röpcke [Hrsg.]: Ein Haus für die Ewigkeit. Der Schweriner Archivbau und seine Familie. Dokumentation der Internationalen Fachtagung zum Historischen Archivbau 1872–1918 am 24. und 25. Juni 2010 in Schwerin. Schwerin, 2011. (Titelnachweis im GVK)